# Гиг (граф Форкалькье)
Гиг (фр. Guigues de Forcalquier) — граф Форкалькье в 1129 — 1149 гг.

## Биография
Гигу было не более пяти лет, когда умер его отец. Графство Форкалькье в те годы переживало серьёзные трудности: в 1125 году графство Прованс было разделено между Тулузой и Барселоной. Интересы Аделаиды, бабушки Гига, находившейся у руля правления, не были учтены. Форкалькье могло прекратить существование как государственное образование. Но Гига и Аделаиду поддержал Гиг III д'Альбон (дед Гига по материнской линии). Благодаря этому независимость Форкалькье была признана обеими сторонами.

## Семья и дети
История не сохранила имени жены Гига, но известно что от этого брака у графа Форкалькье был сын Гильом, который скончался незадолго до смерти отца.